# Liste von Windkraftanlagen in Kärnten
Die Liste von Windkraftanlagen in Kärnten bietet einen Überblick über die installierten Windkraftwerke im Bundesland Kärnten.
Ende 2024 waren in Kärnten 10 Windkraftwerke mit einer installierten Gesamtleistung von 27,7 MW in Betrieb. Ende 2024 gab es in ganz Österreich 1451 Anlagen mit einer gesamten Leistung von 4028 MW, die mit Abstand meisten davon in Niederösterreich und im Burgenland, keine in Vorarlberg, Tirol und Salzburg.
Weitere acht Windkraftanlagen für Kärnten sind rechtskräftig genehmigt, für neun zusätzliche Windturbinen wurde die Genehmigung beantragt. Ob danach noch weitere Anlagen beantragt werden, ist ungewiss, da am 12. Jänner 2025 eine Volksbefragung eine Mehrheit von 51,5 % für ein Verbot des weiteren Ausbaus auf Bergen und Almen in Kärnten gestimmt hat.

## Geschichte
Die erste Windkraftanlage Österreichs ging 1994 ans Netz, die erste Windkraftanlage Kärntens folgte 1997.

## Übersicht
BJ = Baujahr; Anz. = Anzahl
| Name                               | BJ   | Gesamt- leistung (MW) | Anz. | Typ (WKA)   | Koordinaten                  | Projektierer / Betreiber | Bild / Bemerkungen |
| ---------------------------------- | ---- | --------------------- | ---- | ----------- | ---------------------------- | ------------------------ | --- |
| Hermagor                           | 1997 | 1,3                   | 2    |             |                              |                          | Das zweite Windrad wurde 2017 errichtet |
| Windpark Steinberger Alpe & Soboth | 2022 | 26,4                  | 8    | Vestas V136 | 46° 39′ 42″ N, 14° 59′ 53″ O | Kelag                    | Sechs Windräder auf der Steinberger Alpe (St. Georgen im Lavanttal, auf 1.450 bis 1.600 hm) und zwei auf der Soboth (Lavamünd, auf 1.400 hm). Alle mit Nabenhöhe 87 m und Rotordurchmesser 126 m. |